# HMS Victorious (S29)
Pour les autres navires du même nom, voir HMS Victorious.
Pour les articles homonymes, voir Victorious et S29.
Le sous-marin nucléaire lanceur d'engins Victorious (S29) de la Royal Navy est le deuxième des quatre sous-marins de la classe Vanguard.

## Accident
En novembre 2022 le HMS Victorious a été contraint de faire surface à la suite d'un incendie à bord. Alors qu'il partait en mission dans l'océan Atlantique. Cet incendie a été causé par le court circuit d'un module onduleur.

## Électronique
Il comprend les systèmes suivants : 
- 1 radar de navigation Kelvin Hughes Type 1007
- 1 suite sonar TMSL Type 2054
- 1 contrôle d'armes BAe Systems SMCS
- 1 système de combat BAe Systems SMCS
- 2 lance leurres torpille SSE mk.10
- 1 détecteur radar Racal UAP.3
- 1 périscope Pilkington Optronics CK.51
- 1 périscope Pilkington Optronics CH.91